# Ghost in the Shell
Ghost in the Shell (japanisch 攻殻機動隊, Kōkaku Kidōtai) ist ein Manga von Masamune Shirow von 1989, der mehrfach als Anime umgesetzt wurde. Die Umsetzung als Anime von Mamoru Oshii aus dem Jahr 1995 gilt zusammen mit Akira als klassisches Beispiel eines Science-Fiction-Anime und war maßgeblich für die zunehmende internationale Popularität von Animes und japanischem Cyberpunk verantwortlich.
Bis heute erschienen insgesamt vier Kinofilme, zwei Fernsehserien, ein Fernsehfilm sowie weitere drei Videospiele, die sich rund um den Manga drehen oder davon weiterentwickelt worden sind.

## Handlung
Im Jahr 2029 sind viele Menschen Cyborgs, die ihren Körper ganz oder teilweise durch künstliche Implantate ersetzt haben. Sogar das Gehirn lässt sich bis auf einige wenige Zellen durch ein sogenanntes Cyberbrain ersetzen. Verpackt in einer Biokapsel (der sogenannten Shell) stecken in jedem Cyborg menschliche Gehirnzellen mit seinem Geist (Ghost), der Identität und seiner Persönlichkeit.
Umso bedrohlicher ist daher das Auftauchen eines unbekannten Hackers, der seinen Namen Puppetmaster (engl. für Puppenspieler) der Tatsache verdankt, dass er die Sicherheitsbarrieren der Shell überwinden und einen Ghost mit seinem künstlichen Körper kontrollieren kann. Seine Opfer verlieren ihre Identität und begehen Verbrechen für ihn oder seine unbekannten Auftraggeber.
Nachdem er staatstragende Persönlichkeiten unter seine Kontrolle gebracht hat und somit die Politik manipuliert, wird die Sektion 9 mit der Suche nach dem Puppetmaster beauftragt. Doch keine der gefassten Personen hat noch Erinnerungen an ihre Taten.
Major Motoko Kusanagi betrachtet diese Bedrohung sehr persönlich: Durch ihre Arbeit für die streng geheime Sektion 9, den Problembeseitigern des Innenministeriums, hat sie zwar einen hochmodernen Cyborg-Körper mit übermenschlichen Kräften, dagegen ist ihr Ghost, ihre Identität, ihr einzig verbliebenes Originalteil, nicht ersetzbar. Kusanagi sucht für sich nach der Antwort nach dem Leben. Für sie selbst, in einem künstlichen Körper mit einem künstlichen Gehirn, ist sie kein echter Mensch mehr. Aber sie wurde überzeugt, immer noch einer zu sein.
Wie sich in den Ermittlungen herausstellt, ist der Puppetmaster ein Ghost, der aus unerklärlichen Gründen aus dem Netzwerk selbst entstanden ist. Er besitzt kein organisches Gehirn, das sich in einer Shell oder einem Körper befindet. Letztendlich findet Kusanagi eine Antwort und wird von Batou in einem anderen Körper reaktiviert, da ihre alte Shell zerstört wird.

## Bedeutung des Titels
Der japanische Titel bedeutet aufgeschlüsselt: 攻 = Angriff, 殻 = Schale, Hülse; Hülle, 機動隊 = Mobile Einsatztruppe. Bei der englischen Übersetzung wurde bewusst die Bezeichnung Ghost gewählt, was eine klare Abgrenzung zu Spirit und Soul bedeutet. Ebenso markant ist der Begriff Shell. Die Shell ist nicht nur die „Hülle“ (auch hier ließen sich synonym verwendbare Begriffe finden), sondern auch die „Verhüllung“. Bei diesem Wortspiel kann Shell aber ebenso eine textbasierte Benutzerschnittstelle (siehe Shell) bezeichnen. Der „Geist in der Shell“ könnte somit eine Allegorie für einen künstlichen, von Menschenhand geschaffenen Verstand in den Tiefen der Technik darstellen. Der Geist, den jeder Mensch hat, ist digitalisiert und er befindet sich in einem künstlich erschaffenen, kybernetischen Körper. Mit anderen Worten handelt es sich auch dabei um eine „Künstliche Intelligenz“. Diese Interpretation lässt sich durch die zahlreichen Anspielungen auf Genetik und Evolution untermauern.

## Hauptpersonen

### Motoko Kusanagi
Motoko Kusanagi (jap. 草薙素子, Kusanagi Motoko) ist eine Frau, die seit ihrer frühesten Kindheit einen vollständig künstlichen Körper besitzt. Bei Sektion 9 arbeitet sie als Einsatzleiterin im Rang eines Majors und ist im Einsatz selbst auf Nahkampf und Hacken spezialisiert. Während sie anfangs wenig Respekt gegenüber ihrem Vorgesetzten Aramaki zeigt und allgemein fröhlicher und aggressiver Natur ist, zeigt sich auch die Auseinandersetzung, ob ein künstlicher Körper überhaupt noch ein richtiger Mensch ist.

### Batou
Batou (jap. バトー, Batō) ist ein Kriegsveteran mit einer teilweise manischen Persönlichkeit. Besonders auffällig sind seine beiden künstlichen Augen, die wie aufgesetzte Kameraobjektive wirken.
Seine Person ist in allen Geschichten größtenteils identisch. Entgegen seiner Position als harter Kämpfer besitzt er aber auch ein weiches Herz. Er ist der Mensch an Kusanagis Seite, mit dem sie immer wieder tiefer gehende Unterhaltungen führt, da sie beide praktisch vollständige Cyborgs sind. In der ersten Staffel wird erwähnt, dass er früher für die USA in Südamerika als Guerrillasoldat kämpfte.
Er besitzt immer kleine Vorlieben. So schätzt er im ersten Film die Unterhaltungen mit Major Kusanagi. In der Fortsetzung hat er sich einen Hund zugelegt, da Kusanagi zu diesem Zeitpunkt nicht mehr als Person in seiner Umgebung vorhanden ist. Auch tritt seine Vorliebe für klassische Oldtimer in Erscheinung. In der Serie kauft er sich regelmäßig Trainingsgeräte, obwohl er seinen Cyborgkörper nicht zu trainieren bräuchte.
In der Serie wachsen ihm die Tachikoma, die KI-unterstützten, vierbeinigen Kampfpanzer, ans Herz. Auch hier wird seine Vorliebe zu Autos hervorgehoben, von heutigen Sportwagen, die zum Zeitpunkt der Handlung ebenfalls Oldtimer sind.

### Togusa
Togusa (jap. トグサ) ist ein ehemaliger Polizeibeamter, der zu Beginn bereits bei der Sektion 9 arbeitet. Er wurde von Kusanagi ins Team genommen, um für eine gezielte Unordnung zu sorgen, da er als einziger kaum kybernetische Körperteile besitzt und eine Familie hat.
Zunächst als Anfänger, der immer wieder bei Einsätzen geschützt wird, entwickelt sich sein Charakter stetig weiter. Im zweiten Film ermittelt er zusammen mit Batou als Partner.
In der Serie entwickelt er sich ähnlich weiter. Nachdem der Major die Einheit nach dem Ende der zweiten Staffel verlassen hat, übernimmt er ihren Posten in dem Film „Solid State Society“. Togusa wird oftmals als „unveränderter“ Mensch betrachtet, obwohl er ein „Cyberbrain“ besitzt (ein kybernetisch verbessertes Gehirn). Er ist somit (abgesehen von Daisuke Aramaki, welcher kein Cyborg ist) das „natürlichste“ Mitglied der Sektion 9.

### Daisuke Aramaki
Daisuke Aramaki (jap. 荒巻大輔, Aramaki Daisuke) ist ein älterer Mann und Leiter der Sektion 9. Er ist selbst ohne Familie und lebt für seine Arbeit und für seine Untergebenen.
In der Vorlage nimmt er Kusanagis Äußerungen noch sehr persönlich, besitzt einen cholerischen Charakterzug, und ist auch auf seine Untergebenen nicht immer gut zu sprechen.
In den Filmen und der Serie ist dies wegen der unterschiedlichen Beziehung von ihm gegenüber Major Kusanagi nicht der Fall. Dort ist er die Autorität der Sektion 9 und versucht stets seine Leute vor Gefahren zu schützen, die sich durch Regierung und Geheimdienste im Laufe der Handlung ergeben. Hier wird auch bekannt, dass er einen Bruder namens Jousuke hat. Daisuke ist das einzige Mitglied der Sektion 9, welches kein Cyborg ist (d. h., er hat keine kybernetischen Erweiterungen oder Verbesserungen in seinem Körper).

### Fuchikoma, Tachikoma, Uchikoma und Logikoma
Sie sind spinnenähnliche Kampfpanzer mit einer eigenständigen KI, die in den verschiedenen Versionen auftauchen.
Die Fuchikoma (フチコマ) sind Kampfpanzer, die nur im Manga auftauchen. Dort liefern sie die grundlegenden Charaktereigenschaften für die in der Serie auftauchenden Tachikoma. Ihr Name verweist auf das mythologische Pferd Ama-no-fuchigoma von Susanoo.
Die Tachikoma (タチコマ) aus dem Serienuniversum Stand Alone Complex tauchen weder im Manga noch in den Kinofilmen auf. Normalerweise besitzen sie eine hellblaue Farbgebung, nach der zwischenzeitlichen Ausmusterung oder im Cyberspace auch individuelle Farben.
Bei ihnen werden einige vermeintliche Fehler ihrer leistungsfähigen KI thematisiert, die sie untereinander mehr zum Diskutieren und Philosophieren bewegt, sich über Leben und Tod Gedanken zu machen und ihre eigentliche Aufgabe als „Tötungsmaschine“ in Frage zu stellen. Dieses wird von Major Kusanagi misstrauisch beobachtet. Nachdem ein Tachikoma aus Neugier aus der Sektion 9 ausbricht und durch die Stadt zieht, werden sie außer Dienst gestellt. Allerdings beweisen sie durch ihre Aufopferung für Batou, dass sie mehr sein müssen als nur fehlerhafte Entwicklungen. Nachdem ihre KI am Ende von 2nd GIG vernichtet wird, werden sie bei der Sektion 9 durch die Uchikoma ersetzt. Motoko Kusanagi selbst benutzt ein Backup ihrer KI mit ihrem eigenen Ghost, die ihr helfen die Solid State Society aufzudecken. Im Laufe dieser Geschichte bekommen sie wieder ihre alten Körper zurück.
Die Uchikoma (ウチコマ) sind die olivgrünen Nachfolgemodelle der Tachikoma und scheinen nicht mehr mit deren „ausufernden“ KI ausgestattet zu sein. Sie tauchen das erste Mal in der letzten Folge der zweiten Staffel auf und sind ebenfalls im späteren Fernsehfilm präsent. In der deutschen Fassung wurden sie dagegen ebenfalls als Tachikoma bezeichnet.
Die Logikoma sind die roten Vorgängermodell der Tachikoma, die in Arise auftauchen. Sie verhalten sich ähnlich wie die Tachikoma.

### Puppetmaster
Er ist der Antagonist zu Motoko Kusanagi, der namentlich in der grundlegenden Handlung des ersten Manga, dem ersten Kinofilm und im Fernsehfilm Solid State Society auftritt. In allen Geschichten handelt es sich um einen Ghost oder eine Lebensform, die im Netzwerk lebt. Ob es sich um eine künstliche Intelligenz oder um ein zufällig entstandenes Bewusstsein handelt, wird nicht eindeutig geklärt.
Auch wenn sich die Umstände im Manga, dem Kinofilm und dem Fernsehfilm unterscheiden, so geht Major Kusanagi am Ende immer eine Verbindung ein, die sich im Resultat ebenfalls unterschiedlich auswirkt.

## Veröffentlichungen
Die Grundlage liefert der Manga von Masamune Shirow. Er war federführend bei der Fortsetzung des Kinofilms Ghost in the Shell 2: Innocence und den ersten beiden Staffeln der Fernsehserie Stand Alone Complex.
Sowohl der Manga als auch die Kinofilme und die Fernsehproduktion spielen in unterschiedlichen Universen. So sind Charaktereigenschaften und -zeichnungen in den verschiedenen Veröffentlichungen sehr unterschiedlich. Auch unterscheidet sich die Stimmung von teilweise komödiantischen Passagen im Manga, über die philosophische Darstellung der Filme, bis hin zu einer actionbetonten Science-Fiction-Serie. Neben dem ursprünglichen Manga unterteilt sich das Franchise in drei Inkarnationen, welche jeweils einen in sich konsistenten Kanon bilden. Mit den entsprechenden Hauptwerken sind dies:
1. Kinofilme von Mamoru Oshii
  - Ghost in the Shell
  - Ghost in the Shell 2 – Innocence
2. Stand Alone Complex
  - Stand Alone Complex (26-teilige Fernsehserie)
  - Stand Alone Complex 2nd GIG (26-teilige Fernsehserie)
  - Solid State Society (Kinofilm)
3. Arise
  - Ghost in the Shell: Arise (OVA, 5 Episoden)
  - Ghost in the Shell: The New Movie (Kinofilm)

Hinzu kommen diverse Extras und Neuauflagen, sowie Adaptionen als Videospiel, Roman und weitere Mangas.

### Manga
Die einzelnen Kapitel erschienen zunächst in Japan beim Young Magazine. Die deutsche Übersetzung richtet sich nach der amerikanischen Version und erscheint bei Egmont Manga.

#### Ghost in the Shell
Der grundlegende Manga erschien von Mai 1989 bis November 1990 mit insgesamt elf Kapiteln, der auch die Grundlage für den Kinofilm ist.
In ihm wird die Entstehung der Sektion 9 mit einigen Aufträgen erzählt, bevor der Puppetmaster in Aktion tritt. Die Sektion 9 stößt dabei auf eine internationale Verschwörung und Major Kusanagi wird nach einem missglückten Einsatz vor Gericht gestellt und bei der Flucht ihr Körper zerstört. Ihre Shell wird von Batou jedoch sicher verwahrt, um sie in einen neuen Körper einzusetzen. In einem unbeobachteten und wehrlosen Zustand tritt der Puppetmaster mit ihrer Shell in Kontakt.
Erschienen ist er in Deutschland 1996 zunächst bei Feest Comics, der heute unter Egmont Manga auftritt. Er wird heute in drei Bänden mit den Titeln Band 1: Der Schrottdschungel, Band 2: Die Roboter-Rebellion und Band 3: Brain-Drain veröffentlicht. Bei allen internationalen Veröffentlichungen fehlt eine Doppelseite mit pornografischen Inhalten, die auf Wunsch von Masamune Shirow nur in der Originalfassung gedruckt wurden und im Art Book 'Intron Depot' enthalten sind.

#### Ghost in the Shell 1.5 – Human Error Processor
Es handelt sich um eine Sammlung von 4 Kurzgeschichten, die in den Jahren 1991 bis 1996 im Young Magazine veröffentlicht wurden und 2003 als Sammelband unter diesem Titel zusammengefasst wurden. In Deutschland wurde er im Jahr 2005 als Hardcover mit einer CD-ROM veröffentlicht. Auf dieser war der Manga nochmals (diesmal im japanischen Original) in digitaler Form vorhanden, teilweise animiert und mit Soundeffekten unterlegt.

#### Ghost in the Shell 2 – Manmachine Interface
Die Ausgabe erschien im Jahr 2000 zunächst als eine limitierte Sonderausgabe im Hardcover, einer Actionfigur von Motoko Kusanagi, sowie einer Hardcoverausgabe des ursprünglichen Mangas.
Ein Jahr später wurde er regulär veröffentlicht und enthielt 24 zusätzliche Seiten, die in der limitierten Fassung nicht vorhanden waren.
Die deutsche Veröffentlichung erfolgte 2002 im Softcover und als limitierte Hardcoverausgabe. Die limitierte Version enthielt ein Mousepad im Format des Buches, sowie zwei Doppelseiten im Originalzustand, die im Buch selber nur in überarbeiteter Form gedruckt wurden.
Der Manga besteht aus sechs Kapiteln, die in elf Ausgaben veröffentlicht wurden. Er ist größtenteils koloriert und nicht wie üblich nur die ersten Seiten eines jeden Kapitels. Sowohl Unterteilung in elf Teile als auch Koloration wurden für die deutsche Ausgabe übernommen.
Die Geschichte handelt um eine der Inkarnationen von Motoko Kusanagi mit dem Namen Motoko Aramaki, die durch die Ereignisse in der ursprünglichen Serie erschaffen wurde und wie sie auf ihre anderen Kopien trifft. Die Sektion 9 und alle ursprünglichen Hauptpersonen spielen in der Geschichte keine Rolle.

### Kinofilme

#### Ghost in the Shell

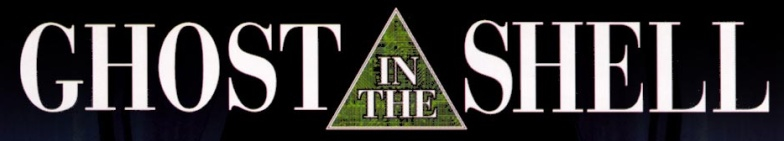
Titel des Films

Der Film entstand unter der Leitung von Mamoru Oshii, der in seiner Umsetzung sehr stark die philosophischen Aspekte der Geschichte betonte. Die Musik wurde von Kenji Kawai komponiert. Er wurde 1995 in Japan uraufgeführt und hält sich in weiten Teilen an die Vorgaben des Manga. In Deutschland wurde der Film am 15. November 1996 auf Video veröffentlicht. Mit der ersten deutschen Veröffentlichung auf DVD im Jahr 2005 erhielt der Film eine neue Synchronisation mit denselben Sprechern aus der Fernsehserie und der Fortsetzung.
Der Film erhielt international die größte Anerkennung. Er wird als Vorlage für den ersten Teil der Matrix-Trilogie bezeichnet, deren Schöpferinnen, Lana und Lilly Wachowski, sich von dem Film inspirieren ließen.

##### Ghost in the Shell 2.0
Bei Ghost in the Shell 2.0 handelt es sich um ein Remastering (Version 2.0) des ersten Films, der im Jahr 2008 erschienen war.
Hierfür wurde ein Großteil der Animationen als CGI digital neu erstellt oder aufgewertet. Ebenfalls wurde der Soundtrack von Kenji Kawai auf 6.1 Kanäle neu gemischt und die Tonkulisse der von Ghost in the Shell 2: Innocence angepasst. In diesem Zuge erhielt auch die japanischen Version eine neue Synchronisation.
Der Film wurde am 12. Juli 2008 in Japan in ausgewählten Kinos von fünf Städten veröffentlicht und erschien dort am 19. Dezember 2008 auf DVD und Blu-Ray; auf Deutsch erschien der Film Ende Januar 2015 auf DVD und Blu-ray.

#### Ghost in the Shell 2: Innocence
Die Fortsetzung von Ghost in the Shell bzw. Ghost in the Shell 2.0 ebenfalls von Mamoru Oshii wurde ab dem 6. März 2004 in den japanischen Kinos aufgeführt und erschien erstmals in Deutschland am 31. Juli 2005 auf DVD.
Die Hauptpersonen des Films sind Batou und Togusa, die in einem Fall von mordenden Sexpuppen, Androiden ohne menschliches Gehirn, ermitteln. Dabei stoßen sie in der Programmierung der Puppen auf einen Hilferuf, der den Verdacht aufbringt, dass es sich dabei um menschliche Erinnerungen handelt.
Im Gegensatz zum Vorgängerfilm basiert die Handlung nicht auf einem Manga, sondern wurde von Regisseur Mamoru Oshii eigens dafür geschrieben.

#### Ghost in the Shell – Arise
2013 startete mit der Filmreihe Ghost in the Shell – Arise eine Neuauflage, die unabhängig von den vorherigen Filmen ist. Regie führte Kazuchika Kise, die Drehbücher stammen von Tow Ubukata und die Musik von Cornelius. Ebenfalls wurden die Sprecher ausgetauscht.
Die Reihe besteht aus vier Teilen (border genannt) von je etwa einer Stunde Länge, von denen der erste, Ghost Pain, am 22. Juni 2013 in den japanischen Kinos anlief. Der zweite Teil, Ghost Whispers, wurde am 30. November 2013 veröffentlicht, der dritte Teil, Ghost Tears, erschien am 28. Juni 2014 und der vierte Teil, Ghost Stands Alone, am 6. September 2014.
Ab 5. April 2015 lief eine Adaption als Anime-Fernsehserie namens Ghost in the Shell: Arise – Alternative Architecture an, die aus den vier Teilen plus einer weiteren besteht, die als Überleitung zum für Juni 2015 angekündigten Film Ghost in the Shell: The New Movie dienen sollen.
Seit 31. März 2017 ist die deutsche Synchronfassung der ersten beiden Teile, border:1 Ghost Pain und border:2 Ghost Whispers, bei der Universum Film GmbH als DVD und Blu-ray unter dem Label Universum Anime erhältlich. Die weiteren Teile border:3 Ghost Tears und border:4 Ghost Stands Alone sind seit dem 26. Mai 2017 erhältlich. border:5 Pyrophoric Cult seit 28. Juli 2017 und die Filmfortsetzung The New Movie seit 29. September 2017.

#### Ghost in the Shell: The New Movie
Am 20. Juni 2015 kam Ghost in the Shell: The New Movie (jap. 攻殻機動隊 新劇場版, Kōkaku Kidōtai Shin Gekijōban) in die japanischen Kinos. Die Handlung des Filmes spielt nach Arise und um den Handlungsüberlauf von Arise zu The New Movie besser zu erklären, wurde für die TV-Ausstrahlung von Arise der zusätzliche border:5 Pyrophoric Cult produziert.

#### Ghost in the Shell (Realfilm)
Am 30. März 2017 kam die Realverfilmung des ersten Ghost in the Shell Animes in die deutschen Kinos, bei dem Rupert Sanders Regie führte. Die Hauptrollen wurden besetzt durch Scarlett Johansson, Pilou Asbæk, Michael Pitt, Takeshi Kitano, Ng Chin Han, Lasarus Ratuere und Juliette Binoche.

### Fernsehserien
Die Serie wurde maßgeblich von Kenji Kamiyama beeinflusst, der bei beiden Staffeln und dem Fernsehfilm die Leitung übernahm. Die Idee und die Handlung stammen von ihm und Masamune Shirow, die Musik wurde von Yoko Kanno komponiert. Die Serie knüpft ebenfalls weder an der Handlung des Manga oder der Filme an.

#### Ghost in the Shell: Stand Alone Complex
Die erste Staffel der Fernsehserie wurde von 2002 bis 2003 produziert und in Japan ausgestrahlt. Sie umfasst 26 Episoden mit mehreren Einzelgeschichten, als auch eine episodenübergreifenden Handlung, die sich mit dem „Fall des lachenden Mannes“ beschäftigt. Diese wurde auch als Film zusammengeschnitten und als Original Video Animation (OVA) mit dem Titel The Laughing Man auf DVD veröffentlicht.

#### Ghost in the Shell: S.A.C. 2nd GIG
Die zweite Staffel entstand von 2004 bis 2005. Wie in der ersten Staffel gibt es auch hier mehrere Einzelepisoden, jedoch gibt es zwei Handlungsstränge, die von dem undurchsichtigen Gegenspieler „Kazundo Gouda“ und von den „Unabhängigen Elf“ handeln. Wie auch in der ersten Staffel wurde die Handlung der Individual Eleven auch als Film auf DVD veröffentlicht.

#### Ghost in the Shell: SAC_2045
Die dritte Staffel wurde am 23. April 2020 auf Netflix weltweit veröffentlicht.

### Fernsehfilm

#### Ghost in the Shell: S.A.C. Solid State Society
Der Fernsehfilm spielt zwei Jahre nach dem Ende der zweiten Staffel. Inhaltlich wird die Geschichte um den Puppetmaster wieder aufgegriffen, neu interpretiert und in das Serienuniversum integriert.

### Videospiele

#### Ghost in the Shell
Das erste Spiel basiert inhaltlich auf dem ersten Film und dem Manga. Es ist ein Actionspiel, dessen Schwerpunkt auf dem Kampf mit den laufenden Panzern Fuchikoma liegt. Die Fuchikoma im Spiel erinnern dadurch, dass sie seitlich an Häusern laufen können und sich auch sonst sehr agil steuern, eher an die Tachikoma aus Stand Alone Complex als an den laufenden Panzer am Ende des ersten Films. Das Spiel erschien am 17. Juli 1997 für die PlayStation in Japan und wurde am 3. November 1997 in Nordamerika und am 1. Juli 1998 in Europa veröffentlicht.

#### Ghost in the Shell: Stand Alone Complex
Das zweite veröffentlichte Spiel findet zwischen den Staffeln 1st GIG und 2nd GIG der Serie Stand Alone Complex statt. Das Spiel ist ein Third-Person-Shooter, der am 4. März 2004 in Japan, am 8. November 2004 in Nordamerika und am 6. Mai in der PAL-Region für die Playstation 2 erschien. Es wurde im Jahr 2005 auch für die PlayStation Portable veröffentlicht.

#### Ghost in the Shell: Stand Alone Complex – First Assault Online
Am 14. Februar 2013 wurde auf golem.de ein Artikel veröffentlicht, in dem neben Arise ein neues Spiel, Stand Alone Complex Online, angekündigt wurde. Das Spiel ist ein Ego-Shooter, der in der Welt von Stand Alone Complex spielt. Entwickelt wurde es beim koreanischen Studio Neople Inc., einer Tochter von Nexon. Erscheinen sollte es ursprünglich 2014 für den PC, wurde jedoch auf 2016 verschoben. Die Veröffentlichung fand am 28. Juli 2016 statt, Ende 2017 wurde das Spiel jedoch wieder eingestellt.